# Падение восставших ангелов
«Падение восставших ангелов» (нидерл. Val van de opstandige engelen) — картина брабантского художника Франса Флориса I. Завершена в 1554 году, находится в Королевском музее изящных искусств Антверпена, инвентарный номер 112. Размер панели 303 × 220 см.

## Контекст
Франс Флорис I — фламандский художник, ставший символом антверпенского романизма. Был первым живописцем в Южных Нидерландах, организовавшим свою студию по итальянскому образцу. По этой причине послужил примером для Питера Пауля Рубенса.
По мнению искусствоведов, эта картина, написанная по заказу гильдии фехтовальщиков Антверпена, является центральной в наследии Флориса и представляет собой ассимиляцию итальянского искусства эпохи Возрождения. В этой работе отчётливо просматривается влияние Рафаэля и Микеланджело, в частности фрески «Страшный суд» из Сикстинской капеллы. Женщина и дракон, с другой стороны, демонстрируют сходство с работами немецкого художника Альбрехта Дюрера.
Питер Брейгель (Старший) подхватил эту тему в 1562 году для своей картины «Падение мятежных ангелов». Рубенс написал свою картину «Падение проклятых» в 1620 году, а Лука Джордано написал свою версию в 1666 году.
Тема картины связана с актуальностью религиозных конфликтов между католиками и протестантами в XVI веке. Кроме того, картина даёт представление историкам искусства о деятельности средневековых гильдий.

## Описание

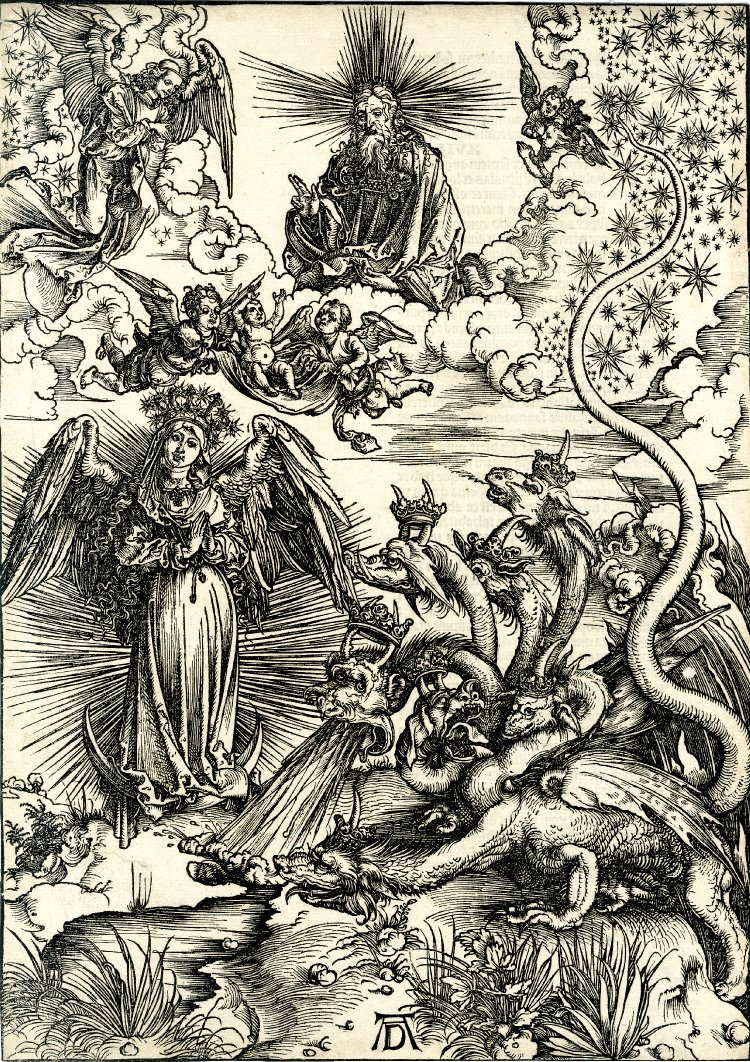
Гравюра Дюрера «Жена, облечённая в солнце и семиглавый дракон» из серии «Апокалипсис», 1497

В «Падении восставших ангелов» Флорис изобразил переплетение рук, ног, крыльев и хвостов. В верхней части картины можно увидеть армию ангелов. Под предводительством Архангела Михаила они атакуют с небес семиглавого дракона и его демонов. Сюжет битвы восходит к апокалиптическому видению Иоанна и символизирует борьбу Христа со Злом.
В верхней части сцены отчётливо виден Архангел Михаил в облачении. Его роль в действии как покровителя фехтовальщиков очевидна. Он был, помимо прочего, Хранителем Рая и Борцом с Дьяволом, и в этих функциях показывает пример фехтовальщикам Антверпена. Они видели себя Milites Christi — борющимися со злом во имя Иисуса — что оправдывало их действия в качестве правоохранительных органов или средневековой городской полиции. Ангелы сражаются оружием фехтовальщиков. Это меч, шпага и копьё. Восставшие ангелы используют всевозможные неортодоксальные боевые орудия: луки и стрелы, топоры, факелы, ножи и кирки.
Между мятущимися телами Флорис добавил некоторые мелкие детали. Например, в небольшом просвете слева можно разглядеть Жену, облечённую в солнце: она стоит на полумесяце и увенчана двенадцатью звёздами. Дракон стремится поглотить её младенца, но ангелы уже несут его на небеса. Справа внизу видна пчела. Историки искусства пока не пришли к единому мнению о значении этого символа, поскольку его можно объяснить по-разному. Возможно, это воплощение предосудительного, дьявольского. Считалось, что укусы насекомых могут вызывать безумие. Другое объяснение состоит в том, что пчела символизирует благочестие и единодушие. Но поскольку пчела находится на ягодицах одного из демонов, вероятно, это всё же знак дьявола.
В своём аду Флорис противопоставляет седеющих демонов классически изображённым ангелам. За основу изображения дракона взята гравюра Дюрера из серии «Апокалипсис». Человек с мечом на плече, вероятно, декан гильдии, скорее всего, был изображён и на утраченных панелях.

## Провенанс
Боковые панели триптиха были утрачены во время Иконоборческого восстания 1566 года. В Соборе Антверпенской Богоматери сохранилась только средняя часть алтаря антверпенской гильдии фехтовальщиков.